# سیارک ۲۶۶۸۶
سیارک ۲۶۶۸۶ (به انگلیسی: 26686 Ellenprice، نامگذاری:2001FT45)۲۶۶۸۶مین سیارک کشف شده‌است که در ۱۸ مارس ۲۰۰۱ کشف شد.